# Henrique Jacques de Magalhães
Henrique Jacques de Magalhães (c. 1650 — Goa, 1700) Foi um fidalgo e militar português. Foi governador de Angola

## Biografia

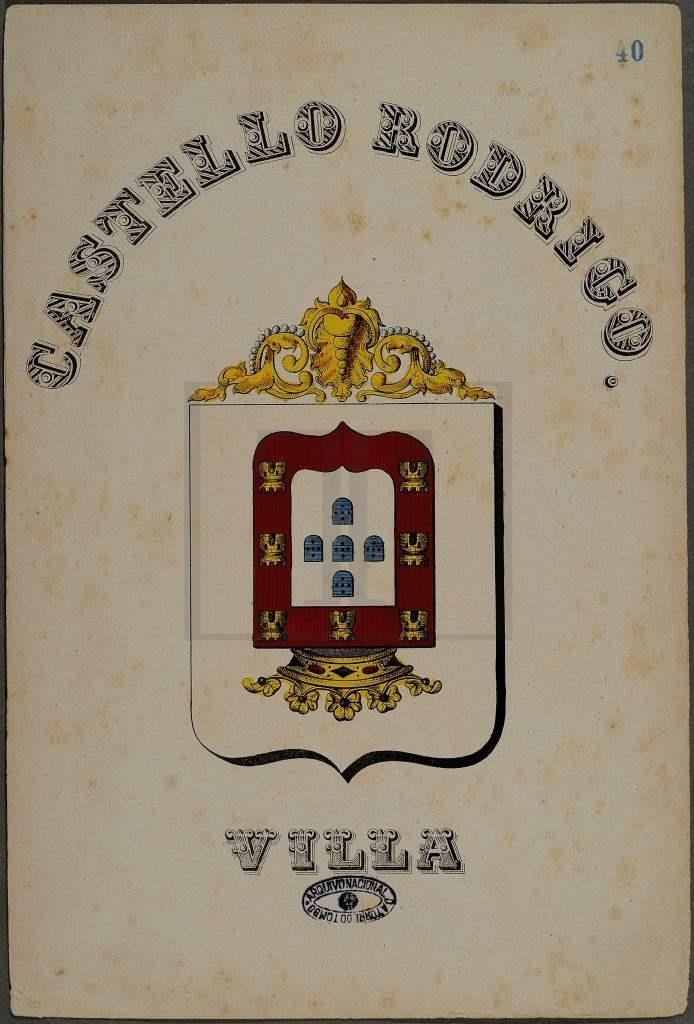
Brasão de Castelo Rodrigo.

A data do seu nascimento não tem sido devidamente esclarecida. Recentes fontes de informação dedicadas à genealogia sugerem que teria nascido cerca de 1630, mas a sugestão não é credível, pois, estranhamente pode extrair-se das mesmas fontes que, por esse tempo, ainda andaria o seu progenitor Pedro Jacques de Magalhães pelos 10 anos de Idade. Fazendo fé em António Carvalho da Costa na sua Corografia Portuguesa, parece ser mais acertado que tenha nascido por volta de 1650, uma vez que o autor assinala a sua presença na batalha de Castelo Rodrigo, em 1664 assistindo o pai em combate, com a «idade de quatorze annos». Mesmo que se admita algum exagero por parte de Carvalho da Costa, a verdade é que a tenra idade de Henrique Jacques de Magalhães naquela data é corroborada pelas palavras de Pedro Jacques de Magalhães na carta que enviou ao rei D. Afonso VI a seguir à batalha, onde se refere ao filho como estando «ainda nos seus poucos annos».
Nascido no seio de uma família da nobreza militar portuguesa, quis, desde os seus catorze anos, seguir a tradição familiar, enveredando pela carreira das armas. Seguindo seu pai, exercitou a seu lado nas grandes batalhas da guerra da Restauração. Combateu em Elvas e em Montes Claros nos postos de  «capitão de cavalos couraças» e «capitão das guardas», onde foi ferido no rosto, atingido por uma bala. Participou ainda na conquista de Évora e no Ameixial, de onde saíu ferido numa perna.
Em 1664, ocupando o posto de capitão de infantaria, volta a acompanhar o pai, desta feita na batalha de Castelo Rodrigo, onde, mais uma vez, deu provas da sua bravura. O governador das armas da Beira, em carta enviada a D. Afonso VI, no rescaldo do confronto, onde descrevia os extraordinários feitos das forças portuguesas e exaltava o desempenho dos seus oficiais, não poupou elogios ao filho, a quem ofereceu, aliás, como prémio, a honrosa tarefa de fazer chegar pessoalmente ao monarca a dita carta. Uma cópia desta carta, a que já atrás fizemos referência, veio a público, poucos dias depois, pela mão de António de Sousa de Macedo no Mercúrio Português.
Mais tarde, Henrique Jacques de Magalhães seria nomeado alcaide-mor de Castelo Rodrigo, admitido no conselho real e promovido a mestre de campo no terço da armada, depois a capitão general.

Embarcações inglesas de transporte marítimo de escravos.

Em 1694, encontrando-se no posto de capitão general, foi nomeado governador de Angola, cargo que exerceu durante 3 anos com a diligência e a firmeza a que essa responsabilidade obrigava. Logo no primeiro ano do seu mandato, foi incumbido pelo conselho de D. Pedro II de pôr em circulação em Angola a sua primeira moeda privativa, cunhada com a franquia de cinco reis. Mas como a moeda desse origem a duas rebeliões por parte da soldadesca brasileira estabelecida na guarnição de Luanda, inconformada com a prática do soldo - cujo valor nominal era de 200 reis, mas ascendia a 700 reis, quando paga em panos -, Henrique Jacques de Magalhães foi chamado a usar da sua autoridade para esmagar as conspirações que gizavam um plano de acção por forma a obrigar o governo local a alterar o padrão monetário. Denunciados por Gregório de Matos e Guerra, um poeta desterrado da Baía, os conspiradores foram descobertos e condenados, e o delator recompensado com a autorização para regressar ao Brasil,. Mas essa moeda nunca chegou a circular em Angola.
Em 1695 Henrique Jacques de Magalhães reclamava dos direitos que, por inerência do cargo, lhe eram devidos  no âmbito da política das mercês da administração ultramarina,  solicitando da Coroa a legitimação formal do mesmo privilégio que haviam tido os seus antecessores quanto ao monopólio do comércio dos escravos e do comércio do marfim na costa atlântica. Convém observar que esta atitude por parte do governador integrava-se perfeitamente na linha do «homem ultramarino» da sua época, cujo perfil traçado por Mafalda Soares e citado por Andréa Gonçalves, é o do homem que procura as «suas fortunas nas colónias com o fito de regressar à Corte alcançando uma condição superior». As autoras destacam explicitamente Henrique Jacques de Magalhães como um dos exemplos mais representativos desse perfil.

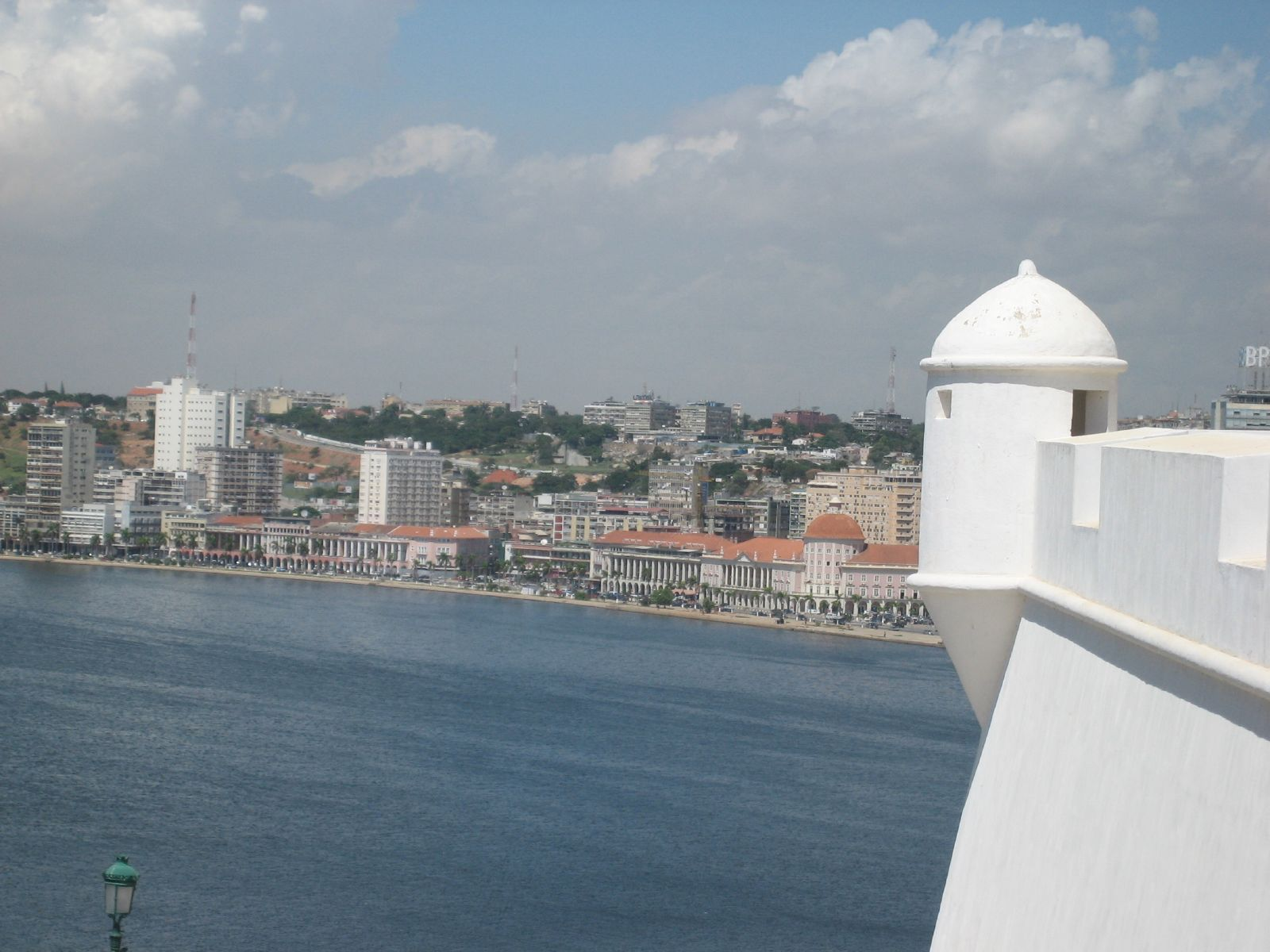
Luanda, capital de Angola, vista da fortaleza de São Miguel

Em 1697 atingiu notoriedade ao intervir junto do poder central numa das questões mais delicadas da administração ultramarina, no contexto da religião e assistência, que foi a da forma como deviam ser constituídas as juntas das missões no Atlântico português. Expediu cartas ao conselho ultramarino, denunciando as arbitrariedades que vinham sendo cometidas nesse âmbito e pedindo que fosse definida com urgência «uma forma determinada para a precedência das vozes e assentos na Junta». O pedido foi atendido em Abril do mesmo ano. Reunido o conselho e consultada a questão, foi-lhe dada razão acerca do que protestava e aprovada a resolução que se guardou por muitos anos na administração colonial em Angola e que determinava «que o governador presidisse a Junta, e, na sua ausência, a pessoa que em seu lugar governasse. Sentava-se junto ao governador o bispo e, de imediato ao bispo, o Ouvidor Geral (que também servia de Provedor da Fazenda em Angola), seguindo-se logo o Prelado da Religião que fosse mais antigo no tempo de prelado e da mesma maneira os outros prelados das demais religiões». Com este tributo para a boa gestão do império colonial português cessava Henrique Jacques de Magalhães as suas funções de governador de Angola.
Nos anos que se seguiram permaneceu no posto de capitão general da armada da Índia e foi neste alto posto que se manteve até aos seus últimos dias.
Há quem o dê como tendo falecido em Mombaça, no ano de 1727, eventualmente em socorro da armada que o vice-rei para aí enviara nesse ano para reconquistar a cidade em poder dos árabes. Mas esta posição perece inverosímil, tendo em conta que aquela data e os os factos a ela associados são a única referência que dele voltamos a ter desde o virar do século. Tal hiato afigura-se, no mínimo, improvável.
A verdade parece estar mais próxima da forma como foi exposta por António Carvalho da Costa, na Corografia Portuguesa: Em 1699 Henrique Jacques de Magalhães partiu com uma armada em socorro a Mombaça que se encontrava sitiada pelos árabes de Omã. Avistou a cidade, mas como a visse irremediavelmente perdida para os mouros, rumou a Goa onde se recolheu e , em 1700, veio a falecer, enquanto aguardava novas ordens da corte. A historiografia actual, abona em favor destes factos, fazendo eco do estado de desespero a que, nos finais do século XVII chegara o Estado da Índia que resultava da incapacidade sentida pelas autoridades em controlar os pontos estratégicos de apoio à navegação portuguesa na costa oriental de África. E de facto, naquele ano de 1698, quando era governador António Luís Gonçalves da Câmara Coutinho o assédio dos árabes de Omã a Mombaça intensificavam-se perigosamente, justificando-se a mobilização de socorros militares. Tais socorros, afinal chegaram tarde.«No tempode António da Câmara Coutinho (1698-1701) perdeu-se Mombaça e continuou a fazer-se sentir a pressão dos ingleses no Golfo Pérsico».

## Genealogia
Henrique Jacques de Magalhães foi o 1.º filho de Pedro Jacques de Magalhães e da sua primeira esposa, Luísa Freire da Andrade.
O seu avô paterno foi o homónimo Henrique Jacques de Magalhães, fidalgo da Casa real, e o seu trisavô paterno foi Henrique Jacques, senhor do morgado da Bordeira, alferes mor da ordem de Cristo e capitão da armada no Algarve que, por sua vez, foi filho de Pedro Jacques que instituiu o dito morgado e foi fidalgo da corte, senhor dos Paços da Bandeira no reinado de D. Afonso V, com quem esteve na batalha de Toro, comendador de Bouças no reinado de D. João II e membro do conselho do rei D. Manuel. Esta linhagem dos Jacques remonta ao início do século XIV e tem origem em Gillen Jacques, um fidalgo aragonês que, por se ter envolvido com D. António de Luna no assassinato de D. João de Herédia, bispo de Saragoça em Castela, encontrou refúgio no Algarve no período da regência do infante D. Pedro e do qual se diz ter sido filho de outro Gillen Jacques que possuía solar nas montanhas de Jaca.
A sua avó paterna, Violante de Vilhena, foi filha de Sancho de Tovar, copeiro mor de D. Sebastião e descendente da família castelhana de Tovar, senhores de Cevico e de Boca de Huérgano.
O seu avô materno foi Manuel Dias de Andrade, fidalgo da casa real, cuja linhagem se encontra documentada até Fernão Peres de Andrada, que terá nascido por volta de 1380.
A sua avó materna, Brites da Silva, foi filha de Nuno Rodrigues de Freitas, senhor do morgado da Madalena, cujos ascendentes não possuíram títulos nobiliárquicos. A família Rodrigues de Freitas, oriunda do Algarve, remonta a cerca de 1400, na pessoa de Nuno de Freitas.
Henrique Jacques de Magalhães casou com Lourença Henriques, cujo avô paterno, Garcia Lobo, foi fidalgo da casa real. Desse casamento resultaram 3 filhos: João Jacques de Magalhães que veio a casar com D. Mariana Inácia de Meneses que daria à luz 6 filhos, de entre os quais António Jacques de Magalhães que viria a ser o 3º visconde de Fonte Arcada; António Jacques de Magalhães, que viria a cavaleiro da ordem de Malta; Isabel Bárbara Jacques de Magalhães que viria a casar com João Peixoto da Silva de Almeida Macedo e Carvalho.